# Филадельфия (церковь, Ижевск)
Це́рковь ве́ры ева́нгельской «Филаде́льфия» — протестантская церковь в Ижевске. Находится на улице Труда в Устиновском районе города. Церковь входит в Российскую церковь христиан веры евангельской и зарегистрирована в управлении Министерства юстиции Российской Федерации по Республике Удмуртия.

## История
Протестантские общины начали появляться в постсоветской России в начале 1990-х годов. С апреля 1992 года община арендовала здание по Клубной улице, но затем возник вопрос о строительстве своей церкви. Был объявлен конкурс на проект здания, победителями которого стали супруги Шавалиевы — Айрат Фатхулович и Наиля Мансуровна.
Строительство здания церкви началось в 1998 году. Оно финансировалось в основном за счёт средств самой протестантской церкви, а также пожертвований от зарубежных церквей Скандинавии. Здание церкви было возведено только в 2011 году, однако прошло два года, прежде чем было получено разрешение на эксплуатацию здания. Разрешение было получено в судебном порядке в соответствии с решением Арбитражного суда Удмуртской Республики по иску церкви «Филадельфия» к Инспекции Госстройнадзора от 17 августа 2012 года. Суд признал отказ в выдаче заключения о соответствии здания Дома молитвы требованиям законодательства и проектной документации недействительным, а решение Инспекции Госстройнадзора отказать в выдаче заключения — незаконным.
Торжественное открытие церкви и праздничные богослужения длились 3 дня с 25 по 27 января 2013 года. В нём приняли участие старший пастор церкви, епископ Павел Желноваков, епископ Российского объединённого союза христиан веры евангельской (пятидесятников) Сергей Ряховский. Были приглашены авторы проекта супруги Шавалиевы. В праздничном концерте приняли участие академическая хоровая капелла «Avis Cantu», ижевский муниципальный камерный хор имени П. И. Чайковского, церковный хор и другие исполнители.

## Церковь сегодня
В здании церкви есть зал для собраний на 1100 мест, конференц-зал на 140 мест, а также магазин христианской литературы, спортивно-оздоровительный комплекс, классы для воскресной школы и библейского колледжа. Церковь «Филадельфия» в Ижевске входит в число самых крупных протестантских храмов в России: общая площадь четырёхэтажного здания составляет 6982 м².